# Igreja Presbiteriana Jardim Goiás
A Igreja Presbiteriana Jardim Goiás (IPJG) é uma igreja federada a Igreja Presbiteriana do Brasil sob jurisdição do Presbitério Sul de Goiânia e Sínodo Brasil Central.
É uma das maiores igrejas presbiterianas de Goiânia, sendo conhecida pela organização do Encontro da Fé Reformada, junto com a Primeira Igreja Presbiteriana de Goiânia, um evento anual internacional direcionado ao público reformado.
Em 2016, foi também a 97ª igreja federada a IPB com maior arrecadação, conforme o relatório da Tesouraria do Supremo Concílio da Igreja Presbiteriana do Brasil, estando assim entre as 100 maiores igrejas da denominação.

## História
Em 26 de março de 2008 a Primeira Igreja Presbiteriana de Goiânia organizou uma congregação no setor Jardim Goiás, em Goiânia. A partir do crescimento da congregação foi organizada a Igreja Presbiteriana Jardim Goiás em 16 de setembro de 2012.
Desde então a IPJG continuou crescendo, tornando-se uma das maiores igrejas da denominação. Em 2013 a igreja realizou o Projeto de Sem Fronteiras, em parceria com a Primeira Igreja Presbiteriana de Goiânia, enviando missionários temporários para o Peru.
Em 2018 a igreja também já tinha missionários enviados para Moçambique.

## Eventos
A IPJG é uma das igrejas organizadoras do Encontro da Fé Reformada, , junto com a Primeira Igreja Presbiteriana de Goiânia, um evento anual internacional direcionado ao público reformado.

## Pastor
O pastor titular da IPJG é o Reverendo Dyeenmes Procópio de Carvalho.
O Reverendo Hélio de Oliveira é pastor auxiliar da IPJG, sendo também professor do Seminário Presbiteriano Brasil Central.